# Kataj

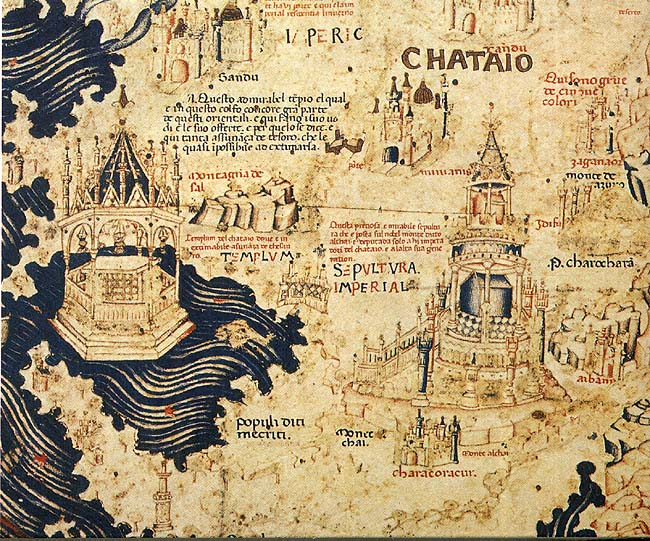
Chataio na XV-wiecznej mapie Fra Mauro

Kataj – nazwa nadana przez Europejczyków Chinom w średniowieczu. Nazwa ta odnosi się zwłaszcza do północnej części Państwa Środka. Pochodzi od koczowniczego ludu Kitanów, zamieszkującego te tereny od VII do XII wieku naszej ery.
Marco Polo w swej relacji z podróży na dwór Kubilaj-chana odróżnia kraj Kataj, obejmujący Chiny północne, od Chin południowych zwanych przez niego Mandżi.
Od nazwy państwa Kitanów – Kara-Kitaj pochodzi także współczesna nazwa Chin w języku rosyjskim – Kitaj (Китай) i ukraińskim – Kytaj (Китай), białoruskim, a także m.in. w kazachskim (Қытай) i słoweńskim (Kitajska).